# Kizsé hadnagy (film)
A Kizsé hadnagy (eredeti cím: Поручик Киже / Porucsik Kizsje) szatirikus orosz film egy nemlétező hadnagyról, akinek a sorsát (száműzetését, temetését, esküvőjét) I. Pál cár adminisztrációja irányítja. 
Magyarul és angolul A cár aludni kíván címen ismert. Az irodalmi alapot Jurij Tinyanov Tetik hadnagy című kisregénye szolgáltatta (magyarul 1958-ban jelent meg).

## Ismeretek
A film humorának megértéséhez ismernünk kell néhány furcsaságot

### Történelem és jog
- A történetben egy katonatisztet távollétében elítélnek és az ítéletet végre is hajtják. Ez minden ország jogi törvényeiben előfordul Executio in absentia néven. A magyar szabadságharc utáni megtorlásoknál is alkalmazták, például úgy, hogy az elítélt nevét a bitófára szögezték.
- I. Pál orosz cár jelentős kísérleteket tett a közigazgatás megreformálására. Többek között engedélyezte a nemeseknél a testi fenyítést. Tartott a személye elleni támadásoktól, ezért elterjedt a híre, hogy neuraszténiás, hisztériás. A film ezt tényként kezeli. I. Pál félelmei azonban valósak voltak, 1801-ben összeesküvők gyilkolták meg.

I. Pál lánya (Alekszandra Pavlovna) később József nádor felesége lett, fiatalon meghalt, és az ürömi kápolnában nyugszik. Nevéhez fűződik a magyar trikolór formája.
- A cári bürokráciának egyébként is sok ellenzője volt; féltek tőle, és gúnyolták. Ugyanezt a helyzetet ábrázolja Gogol A revizorban.
- A film megértéséhez hozzátartozik az is, hogy a királyok, császárok ágyasaikat, kegyencnőiket azzal honorálták, hogy férjhez adták őket egy előkelő nemeshez, megfelelő apanázzsal.

### Nyelvtani vonatkozások
A filmet a helyesírási reform (1918 decembere) után alig tizenöt évvel készítették. Ezért a nézők könnyen átlátták az efféle hibák értelmét.
A humor alapvető forrása az, ahogy az írnok a cári tisztek névsorát olvassa a napiparancsból: kik voltak szolgálatban. Alhadnagy: Подпоручик, hadnagy: поручик. Egy hatalmas táblán jól olvashatóak a nevek, de ő eltéveszti, mert részletekben (szótagolva) olvassa le. Az első sorban az eredeti szöveg, a másodikban a felsorolás következő eleme, a harmadikban, ahogy félreértette:
| поручики – же    | hadnagyok – úgyszintén |
| поручик Жеребцов | Zserebcov hadnagy      |
| поручик киже     | Kizse hadnagy          |

Ezáltal létrejön egy nemlétező nevű hadnagy. A cár észreveszi a hibát, és a kis k betűt kijavítja nagy K kezdőbetűre, így ő is hihetővé teszi, hogy ez egy ember neve. Tekintettel arra, hogy a név lágy e betűre végződik (Kizsje), angol átírásban ékezetet tesznek az utolsó betűre: Kijé. Ez a változat jelenik meg a Wikipédiában is.

### Érdekességek
Tekintettel a hangosfilm kezdeteire, számos érdekesség figyelhető meg. Ilyen az, hogy a film kezdő feliratai alatt semmiféle hang nem hallatszik. Vannak további teljesen néma jelenetei, de itt már alkalmaznak zörejeket. További érdekesség, hogy a kezdeti konfliktus némajáték formájában zajlik (a cári tiszt belopózik a palotába egy kis szerelmi kaland reményében).
A filmet a szovjet fejlesztésű Tagefon rendszerrel készítették. Lényege: változó intenzitású fényhang. Amerikával versengve 1927 óta fejlesztették, de az első ilyen hangosfilm csak 1931-ben készült el: az Út az életbe.

## A film cselekménye
|  | Alább a cselekmény részletei következnek! |

A film elején és végén Nagy Péter lovasszobra látható, és egy inzert Прадѣду Правнукъ szöveggel (Dédapának a dédunokától), a trónutódlás körüli vitákra utalván (vagyis arra, hogy I. Pál jogos örököse és törvényes leszármazottja I. Péternek).
A film kezdő képsorai alatt a katonák kíméletlen kiképzése folyik porosz minta alapján.
I. Pál neuralgikus személy. A filmből még azt is megtudjuk: pisze orra van-e a cárnak. Álmát megzavarni főbenjáró vétek. Egy tisztje titkos randevúra indul, ám zajt üt. Azonnal fellármázzák a cári testőrséget. Vajon ki tette? Ki volt szolgálatban? A nyomozásnál az írnok eltéveszti a nevet: A nemlétező Kizsé hadnagy adatai a cár elé kerülnek. A cár észreveszi az elírást. Tisztjei rájönnek, hogy nincsen ilyen nevű hadnagy a gárdában, és ez kapóra jön: nincs kit felelősségre a vonni. Az erre vonatkozó parancsot a cár elébe teszi, aki aláírja azt, a nemlétező Kizsét elítélik: képletesen megkorbácsolják, és képletesen Szibériába szállítják száműzetésbe. A várparancsnok megdöbbenve tapasztalja, hogy a szállítmányból nem lép ki senki, hiszen egy nemlétező személyt ítéltek el.
Megdöbbenve fürkészi a katonák csizmája körül a földet – ahol nincs senki. Ekkor államtitoknak minősítve a problémát, befejezi a kutatást. Ám a katonák közlik, hogy a nemlétező hadnagy vodkát kér...
A cár előtt felfedik, hogy Kizse ártatlan. Azonnal visszarendeli Szibériából, és távollétében előlépteti ezredessé. Sőt, abban a reményben, hogy hűséges lesz hozzá, azonnal tábornokká.
A tábornokát mindjárt meg is nősíti, feleségül adja hozzá legelőkelőbb udvarhölgyét. Újabb humoros jelenet – a pravoszláv esküvő. A menyasszony feje fölé odatartják a koronát, de a vőlegény nem létezik: a levegőben tartják a koronát. A pópa nem győz csodálkozni. Végül a menyasszony megcsókolja a semmit – a férjét. A cár gazdagon megajándékozza az ifjú párt, falvakat és 10000 rubelt adományoz nekik.
Persze, a nászéjszakát is egyedül kell töltenie. De holt részegen betámolyog hozzá a gróf, és végül vele tölti az éjszakát. Reggel keresik az új tábornokot, aki megint csak nincs. Erre azt a magyarázatot találják ki, hogy nagybeteg. A kórházban végül megoldódik a probléma: a nemlétező tábornok "sajnálatosan elhunyt". A cár díszes katonai temetést rendel a tábornokának.
A cár, látván nehéz anyagi helyzetét, visszaköveteli a pénzét. A pénznek azonban addigra hűlt helye lett. Ekkor egy írást mutatnak neki, amely szerint Kizse tábornok minden pénzét ételre-italra költötte. A cár ekkor mindent visszavon: tábornokból ezredes, ezredesből hadnagy, sőt: haragjában közlegénnyé fokozza le, és a díszes temetés sem jár többé – még az üres koporsónak sem. A cár ismét alszik. Álmát megzavarni tilos.
Ez hát a vége Kizse hadnagy kalandos történetének.

## A film zenéje
Prokofjev: Kizsé hadnagy, zenekari szvit, Op. 60.
A filmhang viszonylag gyatra minőségű: 5 kHz-nél magasabb frekvenciájú hangokat képtelenek voltak rögzíteni. A zeneszerző a filmet nem tartotta sikeresnek, de a zenét igen, és két év múlva többtételes zenekari szvit formájában ismét feldolgozta. Ez a szvit máig ismeretes. Tételek:
Kizsé születése (allegro)
Románc (andante) – ez a darab legnépszerűbb része
Kizsé esküvője (allegro fastoso)
Trojka (moderato)
Kizsé temetése (andante assai)

## Személyek
Az eredeti történet Vlagyimir Ivanovics Dalj (Владимир Иванович Даль) írása Történetek I. Pál idejéből címmel, amely a Russzkaja sztarina (Русская старина) című lapban jelent meg 1870-ben. Az adomát ő is az apjától hallotta.
Jurij Tinyanov 1927-ben ennek alapján írta meg a történetet Kizse alhadnagy címmel. Ennek alapján készült a film forgatókönyve.

### A film alkotói
Rendező: Alekszandr Mihajlovics Fajncimmer, Александр Михайлович Файнциммер
Forgatókönyv: Jurij Nyikolajevics Tinyanov, Юрий Николаевич (Насонович) Тынянов
Zeneszerző: Szergej Szergejevics Prokofjev, Сергей Сергеевич Прокофьев
Operatőr: Arkagyij Nyikolajevics Kolcatij, Аркадий Николаевич Кольцатый
Művészeti vezető: Pjotr Sznopkov, Пётр Снопков
Jelmeztervező: Marija Ityina, Мария Итина
Karmester: Iszaak Oszipovics Dunajevszkij, Исаак Осипович Дунаевский

### Színészek
- Eraszt Garin (Эраст Гарин) – Kablukov adjutáns
- Borisz Gorin-Gorjainov (Борис Горин-Горяинов) – gróf von Pahlen
- Leonyid Kmit (Леонид Кмит) gróf
- Andrej Kosztricskin (Андрей Костричкин) – írnok
- Szofja Magarill (Софья Магарилл) – Nyelidova, a cár első udvarhölgye
- Mihail Rosztovcev (Михаил Ростовцев) – várparancsnok
- Nyina Satyernyikova (Нина Шатерникова) – Gagarina hercegnő, a cár második udvarhölgye
- Mihail Jansin (Михаил Яншин) – I. Pál cár

## Fordítás
- Ez a szócikk részben vagy egészben  a(z)   Поручик Киже (фильм) című orosz Wikipédia-szócikk fordításán alapul.  Az eredeti cikk szerkesztőit annak laptörténete sorolja fel. Ez a jelzés csupán a megfogalmazás eredetét és a szerzői jogokat jelzi, nem szolgál a cikkben szereplő információk forrásmegjelöléseként.
- Ez a szócikk részben vagy egészben  a   Lieutenant Kijé című angol Wikipédia-szócikk fordításán alapul.  Az eredeti cikk szerkesztőit annak laptörténete sorolja fel. Ez a jelzés csupán a megfogalmazás eredetét és a szerzői jogokat jelzi, nem szolgál a cikkben szereplő információk forrásmegjelöléseként.